# Lucio Manlio Torcuato
Lucio Manlio Torcuato (en latín clásico: Lucius Manlius Torquatus) fue un político romano de la era tardorrepublicana, cónsul en 65 a. C..

## Biografía
En las elecciones consulares del 66 a. C. para el año siguiente ganaron Publio Cornelio Sila y Publio Autronio Peto, pero fueron acusados de corrupción por un pariente suyo, también llamado Lucio Manlio Torcuato, y no pudieron asumir. En su lugar, él fue nombrado cónsul junto a Lucio Aurelio Cota. Muchos quedaron descontentos con esto, y, planearon asesinarlo junto a su colega consular el primer día de su consulado en la denominada primera conspiración de Catilina, pero el complot fracasó.
Aun así, Torcuato defendió a Catilina aquel mismo año cuando fue acusado de extorsión (de repetundis) en su provincia. Después de su consulado obtuvo la provincia de Macedonia y por sus supuestas victorias contra los bárbaros de la frontera, recibió del senado el título de imperator, a propuesta de Cicerón. 
Durante el consulado de Cicerón, 63 a. C., tomó parte activa en la lucha contra los conspiradores catilinarios; también apoyó a Cicerón cuando este fue desterrado (58 a. C.), e intercedió en vano en su nombre ante el cónsul Pisón. Probablemente murió poco después. Cicerón elogia  su gravitas, sanciitas y constaiitia.